# Spangles (restaurante)
Spangles é uma rede de fast food familiar com temática dos anos 50, com sede em Wichita, Kansas. Serve hambúrgueres de 1/3 libra, pita wraps de pão achatado, batatas fritas, anéis de cebola, sanduíches de café da manhã, donuts de canela e açúcar, milkshakes sem lactose e uma variedade de outras sobremesas de sabor suave. A rede é conhecida por seus comerciais de televisão bizarros e kitsch. Atualmente, a Spangles Inc. tem 27 unidades no Kansas, sendo 14 na área de Wichita, 4 em Topeka, 2 em Hutchinson, 2 em Salina e 1 em Andover, Derby, El Dorado, Emporia e Park City.

## História
O Spangles começou como um restaurante chamado Coney Island em Wichita, Kansas. Os irmãos Dale e Craig Steven transformaram um restaurante de cachorro-quente chamado Wiener King em seu próprio restaurante e o abriram em janeiro de 1978. Os negócios iam bem em Coney Island, mas em 1984 os irmãos Steven decidiram que o nome “Coney Island” era muito restritivo, pois não poderia ser franqueado. A empresa lançou um concurso em toda a cidade que resultou no nome Spangles.
A inauguração da primeira loja em Topeka foi notícia nacional em publicações especializadas em restaurantes em 2004. “Um volume médio de unidades acima de US$ 20.000 por semana é considerado respeitável no setor - US$ 25.000 a US$ 30.000 seria extremamente alto”, disse Dale Steven. Uma primeira semana típica para a Spangles em Wichita produz US$ 35.000 em vendas, um número forte para os padrões do setor, disse Dennis Carpenter, CEO da Kansas Restaurant & Hospitality Association. Em sua primeira semana, a Spangles de Topeka alcançou US$ 97.000 em vendas; os carros foram enrolados duas vezes ao redor do prédio, com pessoas do lado de fora direcionando o tráfego. Em 25 de abril de 2006, a inauguração de uma loja em Lawrence, Kansas, atraiu 250 pessoas acampadas em barracas que aguardavam a abertura da loja às 6h30 da manhã, apesar de uma tempestade na área. Os campistas esperaram pela grande inauguração porque a Spangles ofereceu comida grátis por um ano para os 100 primeiros clientes (o primeiro foi Andrew Hadel, de Overland Park, Kansas). Alguns campistas ficaram até 24 horas em fortalezas improvisadas para se protegerem do granizo. A Spangles emoldurou fotos dos 100 primeiros clientes daquela loja e as pendurou na parede do restaurante. Marsha Sheahan, vice-presidente de relações públicas da Câmara de Comércio da Grande Topeka, disse que a Spangles está preenchendo um nicho diferente das grandes redes, como o McDonald's, e dos restaurantes caseiros de ritmo lento da cidade.
Os negócios da Spangles aumentaram quando a cadeia de restaurantes dobrou seu orçamento de publicidade para cerca de 4% de sua receita. A empresa realiza grandes campanhas publicitárias em estações de rádio locais, estações de televisão locais e canais da Cox Cable. Além do slogan da empresa, “Spangles, it just tastes better!”, o pacote de valor Gourmet Supreme é anunciado com o slogan “$2.99? Are you out of your mind?". Em maio de 2008, o famoso pacote de valor Gourmet Supreme de US$ 2,99 foi aumentado para US$ 4,99 devido ao aumento dos custos. O novo hambúrguer de US$ 2,99 é o Classic Burger, que era o sanduíche Gourmet Jr. A empresa de publicidade da empresa, a digitalBRAND Communications, vem produzindo comerciais de TV da Spangles há quase 10 anos. Em 2005, a empresa produziu 23 comerciais, quase um novo comercial a cada duas semanas.